# Ушев
Ушев (пол. Uszew) — село в Польщі, у гміні Ґнойник Бжеського повіту Малопольського воєводства.
Населення — 1560 осіб (2011).
У 1975-1998 роках село належало до Тарновського воєводства.

## Демографія
Демографічна структура станом на 31 березня 2011 року:
|          | Загалом | Допрацездатний вік | Працездатний вік | Постпрацездатний вік |
| -------- | ------- | ------------------ | ---------------- | -------------------- |
| Чоловіки | 774     | 180                | 525              | 69                   |
| Жінки    | 786     | 164                | 458              | 164                  |
| Разом    | 1560    | 344                | 983              | 233                  |